# Abbey of Our Lady of Gethsemani
De Abdij van Onze Lieve Vrouw van Getsemani (Latijn: Abbatia B. M. de Gethsemani; Engels: Abbey of Our Lady of Gethsemani), meestal kortweg Gethsemani Abbey genoemd, is een Amerikaans trappistenklooster in New Haven, in de staat Kentucky. Het klooster valt onder het aartsbisdom Louisville.

## Geschiedenis
De Franse trappistenabdij van Melleray besloot, in het nauw gedreven door de Februarirevolutie van 1848, tot de stichting van een klooster in Kentucky. Het werd gebouwd op de resten van de Casey Creek. Dit was een eerdere poging tot het oprichten van een Trappistengemeenschap, door Urbain Guillet. In 1851 werd het klooster verheven tot abdij. De kloosterkerk werd gebouwd in 1866. In 1949 verhief paus Pius XII de kerk tot basilica minor. Belangrijke theologen onder de kloosterlingen waren Raymond Flanagan, Thomas Merton en Chrysogonus Waddell. Getsemani is het oudste klooster in de Verenigde Staten dat nog operationeel is. Het wordt beschouwd als het moederhuis van alle Trappisten- en Trapistinnenkloosters in de Verenigde Staten.

## Priors en abten
- 1848–1859: Eutropius Proust
- 1861–1889: Benedict Berger
- 1890–1896: Edward Chaix-Bourbon
- 1896–1898: Benedict Dupont
- 1898–1935: Edmond Obrecht
- 1935–1948: Frederic Dunne
- 1948–1967: James Fox
- 1968–1973: Flavian Burns
- 1973–2000: Timothy Kelly
- 2000–2008: Damian Thompson
- 2008–heden: Elias Dietz

## Stichtingen
- 1944: Abdij van Conyers (Conyers, Georgia)
- 1947: Abdij van Huntsville (Huntsville, Utah)
- 1949: Abdij van Mepkin (Moncks Corner, Berkeley County, South Carolina)
- 1952: Abdij van Genesee (Piffard, Genesee Valley, New York, bij Geneseo)
- 1955: Abdij van New Clairvaux (Vina, Californië, tussen Red Bluff en Chico)